# ليزا تراكي
ليزا تراكي (مواليد 1948) صحفية وعالمة اجتماع فلسطينية أفغانية المولد. وهي أستاذ مشارك في علم الاجتماع في جامعة بيرزيت في الضفة الغربية والعميد السابق لطلبة الدراسات العليا فيها. وهي المؤسس المشارك لمعهد دراسات المرأة بالجامعة والمدير المؤسس لبرنامج الدكتوراه في العلوم الاجتماعية. وهي أيضًا أحد مؤسسي الحملة الفلسطينية للمقاطعة الأكاديمية والثقافية لإسرائيل، وهي الحملة التي قادت حركة المقاطعة وتدعو إلى المقاطعة الأكاديمية والثقافية لإسرائيل حتى توقف عن انتهاكات حقوق الإنسان للفلسطينيين. كما شغلت منصب مدير مجلس أمناء مؤسسة الحق لحقوق الإنسان.

## سيرة شخصية
ولدت في أفغانستان لأم أمريكية وأب أفغاني. بعد أن أكملت دراستها الثانوية في كابول، سافرت إلى الولايات المتحدة، وعاشت لما يقرب من عشر سنوات. درست علم الاجتماع في كلية ميلس في كاليفورنيا وواصلت دراستها في جامعة ولاية نيويورك في بوفالو (جامعة بوفالو)، وحصلت على درجة الدكتوراه. في عام 1982. خلال السنوات التي قضتها في الولايات المتحدة، كانت على اتصال بالحركة المناهضة للحرب التي يقودها الطلاب ضد حرب فيتنام مع الطلاب الإيرانيين المعارضين لنظام الشاه في إيران، أثناء دراستها للدكتوراه، التقت بالطالب الفلسطيني جورج جقمان وتزوجته. وفي عام 1976، قررا الانتقال إلى رام الله وتولت منصبًا في جامعة بيرزيت. كانت تُدرس باللغة الإنجليزية، وتعلمت اللغة العربية فيما بعد.
في أوائل الثمانينيات، بدأ النشاط الطلابي من أجل تحرير فلسطين. رداً على ذلك، أصدرت إسرائيل الأمر العسكري رقم 854 في عام 1980، وهو تعديل لقانون التعليم الأردني، الذي أخضع التعليم العالي بالكامل للحكم العسكري. بدأت إسرائيل تمارس سيطرتها على قبول الطلاب والمناهج والتوظيف في الجامعات الفلسطينية. بالإضافة إلى ذلك، أُجبر أعضاء هيئة التدريس الدوليين على التوقيع على وثيقة تدين منظمة التحرير الفلسطينية باعتبارها منظمة إرهابية للحصول على تصاريح عمل من السلطات الإسرائيلية. كان الحل الذي توصلت إليه تراكي وزملاؤها هو التوقيع على الوثيقة ولكن ببساطة حذف المادة 18 - الجزء المتعلق بمنظمة التحرير الفلسطينية. وفي النهاية جدد الأمر العسكري عام 1982 بسبب مقاومة الجامعة وحملات التضامن الدولية. وعلى أثرها اعتقل الجيش الإسرائيلي العديد من طلاب بيرزيت وأغلقت الجامعة عدة مرات. انخرطت تراكي كناشطة في الحركة القانونية لإطلاق سراح الطلاب من السجن. عندما أغلفت جامعة بيرزيت، كانت هي وزملاؤها يقومون بالتدريس في الكنائس أو المساجد أو بيوت الناس أو الشقق المستأجرة. وعندما اندلعت الانتفاضة الأولى عام 1987، أُغلقت بيرزيت لمدة أربع سنوات.
وفي عام 1994، شاركت في تأسيس برنامج دراسات المرأة في بيرزيت، وهو الأول من نوعه في غرب آسيا. وفي عام 2015، ساعدت في إطلاق برنامج الدكتوراه في الدراسات الاجتماعية في جامعة بيرزيت، وهو الأول من نوعه في جامعة فلسطينية.
وفي عام 2002، انخرطت في حملة مقاطعة إسرائيل. وقد أدى ذلك إلى مشاركتها في تأسيس الحملة الفلسطينية للمقاطعة الأكاديمية والثقافية لإسرائيل في عام 2004 والتي انبثقت منها حركة المقاطعة التي يقودها الفلسطينيون في العام التالي. وتدعو الحركة إلى حملات مقاطعة واسعة النطاق ومبادرات سحب الاستثمارات ضد إسرائيل، على غرار تلك المطبقة على جنوب أفريقيا في حقبة الفصل العنصري، حتى تفي إسرائيل بما تسميه الحركة التزامات إسرائيل بموجب القانون الدولي. وهي أيضًا عضو في المجلس الاستشاري للحملة الأمريكية للمقاطعة الأكاديمية والثقافية لإسرائيل (USACBI).

## مهنة أكاديمية
ركزت أبحاثها على التاريخ الاجتماعي الحضري، والحركة الوطنية الفلسطينية، والتنوع الاجتماعي في الشرق الأوسط، وعلى أنظمة العدالة غير الرسمية. هي محررة كتاب "فلسطين حية: بقاء الأسرة والمقاومة والتنقل في ظل الاحتلال" (بالإنجليزية: Living Palestine : family survival, resistance, and mobility under occupation)‏ الذي نشر عام 2006، وهو عبارة عن مجموعة من المقالات البحثية حول الحياة اليومية للفلسطينيين الذين يعيشون تحت الاحتلال. ويستند الكتاب إلى بيانات مستقاة من مسح شمل 2000 أسرة فلسطينية في 19 تجمعا سكانيا في الضفة الغربية وقطاع غزة اجري في صيف عام 1999. تمت مراجعة الكتاب بشكل إيجابي من قبل أنيليس مورز التي كتبت أن "هذه المساهمات تشير إلى الأفكار التي يمكن للمرء اكتسابها من الدراسات الاستقصائية للأسر المعيشية عندما يتم تضمين أسئلة تراعي الفوارق بين الجنسين حول العمل والتعليم والزواج وما إلى ذلك." وجدت مايا روزنفيلد الكتاب "إضافة إلى مجموعة الأبحاث الأكاديمية الهزيلة بشكل مثير للقلق حول المجتمع الفلسطيني".

## المنشورات

### كتب

#### بالعربية
- الاستثمار في نصف السكان: مراجعة نقدية لخطة البنك الدولي "المساعدات الطارئة للمناطق المحتلة"
- الحياة تحت الاحتلال في الضفة والقطاع: الحراك الاجتماعي والكفاح من أجل البقاء
- القضاء غير النظامي: سيادة القانون وحل النزاعات في فلسطين : التقرير الوطني حول نتائج البحث الميداني
- المجتمع الفلسطيني: في الضفة الغربية وقطاع غزة
- خطة الوطنية للرعية الاجتماعية: بيت الدولة والمرأة
- مجتمع والنوع في فلسطين: نقد لوثائق الوكالات الدولية حول سياساتها العامة
- المدينة الفلسطينية: قضايا في التحولات الحضرية
- مراجعة السياسات الإٍسرائيلية تجاه القضية الفلسطينية
- أمكنة صغيرة وقضايا كبيرة: ثلاثة أحياء فلسطينية في زمن الاحتلال

#### بالإنجليزية
- Palestinian Society: Contemporary Realities and Trends. Women's Studies Program, Birzeit University. 1997. مؤرشف من الأصل في 2023-11-10.
- Living Palestine: Family Survival, Resistance, and Mobility under Occupation. Syracuse University Press. 2006. ISBN:978-0-8156-3107-1. مؤرشف من الأصل في 2023-11-10.

### فصول
- Naseer Aruri، المحرر (1989). "Mass Organizations in the West Bank". Occupation: Israel Over Palestine. Belmont, MA: AAUG Press. ص. 431–463.
- Jamal Raji Nassar؛ Roger Heacock، المحررون (1990). "The development of political consciousness among Palestinians in the Occupied Territories". Intifada: Palestine at the Crossroads. Praeger. ISBN:978-0-275-93411-8. مؤرشف من الأصل في 2023-11-10.

### مقالات
- Taraki، Lisa (2008). "Enclave Micropolis: The Paradoxical Case of Ramallah/al-Bireh". Journal of Palestine Studies. ج. 37 ع. 4: 6–20. DOI:10.1525/jps.2008.37.4.6. ISSN:0377-919X.
- Taraki، Lisa (2015). "Higher Education, Resistance, and State Building in Palestine". International Higher Education ع. 18. DOI:10.6017/ihe.2000.18.6857. ISSN:2372-4501.
- "Review: Even-Handedness and the Palestinian-Israeli/Israeli-Palestinian "Conflict"". Contemporary Sociology. ج. 35 ع. 5: 449–453. 2016. DOI:10.1177/009430610603500503. ISSN:0094-3061. S2CID:143822370.
- Taraki، Lisa (1989). "The Islamic Resistance Movement in the Palestinian Uprising". Middle East Report ع. 156: 30–32. DOI:10.2307/3012813. ISSN:0899-2851. JSTOR:3012813.
- Taraki، Lisa (1995). "Islam Is the Solution: Jordanian Islamists and the Dilemma of the 'Modern Woman'". The British Journal of Sociology. ج. 46 ع. 4: 643–661. DOI:10.2307/591576. ISSN:0007-1315. JSTOR:591576. PMID:7493154.
- "In the Service of Oppression and Militarism: the Complicity of Israeli Universities in the Structures of Domination and State Violence" (PDF). World Congress for Middle Eastern Studies. 19–24 يوليو 2010. مؤرشف من الأصل (PDF) في 2023-11-10.